# Municipio de Lee (condado de Boone)
El municipio de Lee (en inglés: Lee Township) es un municipio ubicado en el condado de Boone en el estado estadounidense de Arkansas. En el año 2010 tenía una población de 1867 habitantes y una densidad poblacional de 15,73 personas por km².

## Geografía
El municipio de Lee se encuentra ubicado en las coordenadas 36°20′47″N 93°6′8″O / 36.34639, -93.10222. Según la Oficina del Censo de los Estados Unidos, el municipio tiene una superficie total de 118.73 km², de la cual 118.72 km² corresponden a tierra firme y (0.01%) 0.01 km² es agua.

## Demografía
Según el censo de 2010, había 1867 personas residiendo en el municipio de Lee. La densidad de población era de 15,73 hab./km². De los 1867 habitantes, el municipio de Lee estaba compuesto por el 96.79% blancos, el 0.21% eran afroamericanos, el 0.59% eran amerindios, el 0.37% eran asiáticos, el 0.21% eran isleños del Pacífico, el 0.54% eran de otras razas y el 1.29% pertenecían a dos o más razas. Del total de la población el 1.93% eran hispanos o latinos de cualquier raza.